# Pernilla Wahlgren (musikalbum)
Pernilla Wahlgren är ett studioalbum från 1985 av den svenska popsångerskan Pernilla Wahlgren. Det var hennes debutalbum. Albumet kom 1995 som nyutgåva på CD, där "Svindlande affärer" finns med som bonusspår.
Albumet blev den mest sålda  i Sverige 1985.

## Låtlista
1. Våga vinn
2. Don't Run Away From Me Now
3. Piccadilly Circus
4. Back Again
5. Can't Live Without You
6. Nu har det tänt
7. Desperate Love
8. Jag faller så lätt för dig
9. Get Somebody to Love You
10. Kan någon hjälpa mig att bli fri?
11. Don't Stop It (I Like It)
12. När du...

## Listplaceringar
| Lista (1985) | Topplacering |
| ------------ | ------------ |
| Sverige      | 6            |

### Fotnoter
1. ↑  ”Make Believe”. Swedishcharts. 6 mars 1985. http://www.swedishcharts.com/showitem.asp?interpret=Pernilla+Wahlgren&titel=Pernilla+Wahlgren&cat=a. Läst 16 november 2014.